# Jordan EJ10
O  EJ10/EJ10B é o modelo da Jordan na temporada de 2000 da Fórmula 1. Condutores: Heinz-Harald Frentzen e Jarno Trulli. A versão B a partir do GP da Alemanha até o final.

## Resultados[1][2]
(legenda) 
| Ano  | Chassi | Motor                    | Pneus | N° | Pilotos               | 1   | 2   | 3   | 4   | 5   | 6   | 7   | 8   | 9   | 10  | 11  | 12  | 13  | 14  | 15  | 16  | 17  | Pontos | Posição |  |
| ---- | ------ | ------------------------ | ----- | -- | --------------------- | --- | --- | --- | --- | --- | --- | --- | --- | --- | --- | --- | --- | --- | --- | --- | --- | --- | ------ | ------- |  |
|      |        |                          |       |    |                       |     |     |     |     |     |     |     |     |     |     |     |     |     |     |     |     |     |        |         |  |
|      |        |                          |       |    |                       | AUS | BRA | SMR | GBR | ESP | EUR | MON | CAN | FRA | AUT | GER | HUN | BEL | ITA | USA | JPN | MYS |        |         |  |
| 2000 | EJ10   | Mugen Honda MF-301HE V10 | B     | 5  | Heinz-Harald Frentzen | Ret | 3   | Ret | 17† | 6   | Ret | 10† | Ret | 7   | Ret |     |     |     |     |     |     |     | 17     | 6º      |  |
| 2000 | EJ10   | Mugen Honda MF-301HE V10 | B     | 6  | Jarno Trulli          | Ret | 4   | 15† | 6   | 12  | Ret | Ret | 6   | 6   | Ret |     |     |     |     |     |     |     | 17     | 6º      |  |
| 2000 | EJ10B  | Mugen Honda MF-301HE V10 | B     | 5  | Heinz-Harald Frentzen |     |     |     |     |     |     |     |     |     |     | Ret | 6   | 6   | Ret | 3   | Ret | Ret | 17     | 6º      |  |
| 2000 | EJ10B  | Mugen Honda MF-301HE V10 | B     | 6  | Jarno Trulli          |     |     |     |     |     |     |     |     |     |     | 9   | 7   | Ret | Ret | Ret | 13  | 12  | 17     | 6º      |  |

† Completou mais de 90% da distância da corrida.